# Dirk Moldt
Dirk Moldt (* 23. Juli 1963 in Berlin) ist ein deutscher Historiker. Schwerpunkt seiner Arbeit ist die Geschichte der DDR, insbesondere deren Bürgerrechtsbewegung, der er selbst angehörte. Daneben publiziert er zu Osteuropa und zur Berliner Regionalgeschichte.

## Leben und Werk
Dirk Moldt wuchs in Ost-Berlin auf. Nach dem Schulbesuch absolvierte er ab 1980 eine Berufsausbildung zum Uhrmacher und übte den Beruf bis 1984 aus. Ab 1983 engagierte er sich in eigensinnigen bis oppositionellen Gruppen, besonders in der Offenen Jugendarbeit Berlin, der Kirche von Unten, und der Umwelt-Bibliothek, daneben auch in Theater- und Musikprojekten. 1987 war er einer der Mitorganisatoren eines Konzerts in der Zionskirche, das durch den Überfall rechtsextremer Jugendlicher bekannt wurde. Die Vorgänge um das Konzert untersuchte er 1999 während eines Praktikums in der Bundesbehörde für die Stasi-Unterlagen, und publizierte die Ergebnisse 2002. Von 1984 bis 1991 arbeitete Moldt offiziell als Hauswirtschaftspfleger bei der Volkssolidarität in Ost-Berlin, dann bis 1993 als Bibliothekar beim Kulturamt Mitte. Von 1997 an studierte Moldt Geschichte und schloss sein Studium 2002 mit dem M.A. ab. Seitdem arbeitet er als freier Autor, Kurator und Dozent. 2007 promovierte er in mittelalterlicher Geschichte. Moldt lebt in Berlin.

## Veröffentlichungen (Auswahl)
- Deutsche Stadtrechte im mittelalterlichen Siebenbürgen. Böhlau, Köln 2009, ISBN 978-3-412-20238-5 (= Studia Transylvanica, Band 37).
- Zwischen Haß und Hoffnung: die Blues-Messen 1979–1986. Robert-Havemann-Gesellschaft, Berlin 2008, ISBN 978-3-938857-06-9.
- Nein, das mache ich nicht!: Selbstbestimmte Arbeitsbiographien in der DDR. Ch. Links Verlag, Berlin 2010, ISBN 978-3-86153-606-2.
- Kleine Prenzlauer Berg-Geschichte. Berlin-Story-Verlag, Berlin 2015, ISBN 978-3-95723-048-5.